# 2011 MD
L'asteroide 2011 MD, scoperto il 22 giugno 2011 dal Lincoln Near Earth Asteroid Research Program (LINEAR), alle 19 circa (ora italiana; ore 17 GMT) del giorno 27 giugno 2011 è passato a soli 12 000 chilometri dalla superficie terrestre, una distanza pari a circa un terzo di quella dei satelliti geostazionari. Le sue dimensioni sono stimate fra 9 e 30 metri. Al momento del massimo avvicinamento la magnitudine apparente prevista è circa 11
Emily Baldwin di Astronomy Now aveva osservato che, anche se l'asteroide fosse entrato nell'atmosfera terrestre, sarebbe bruciato diventando una palla di fuoco, probabilmente dando origine a più piccoli meteoriti.

## Galleria d'immagini

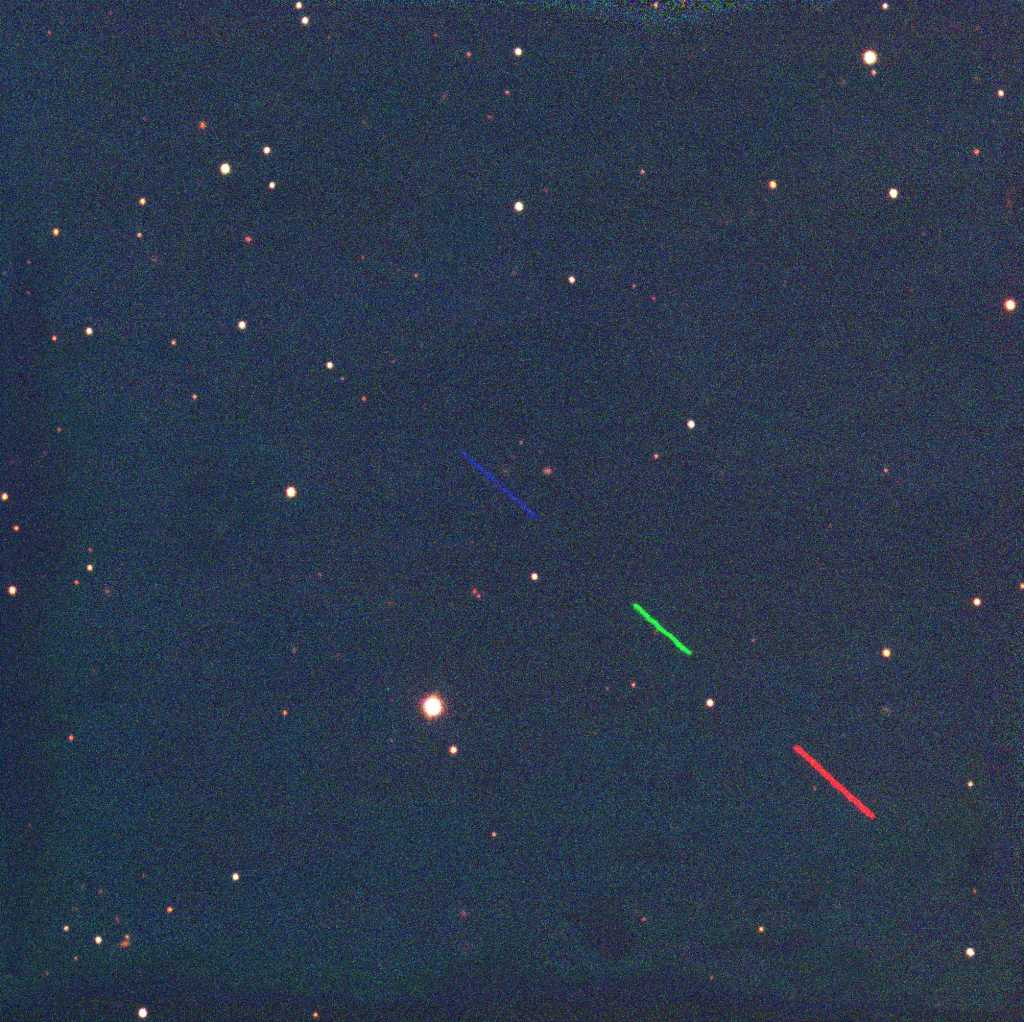
2011 MD ripreso dal telescopio Faulkes Nord, usando tre filtri diversi
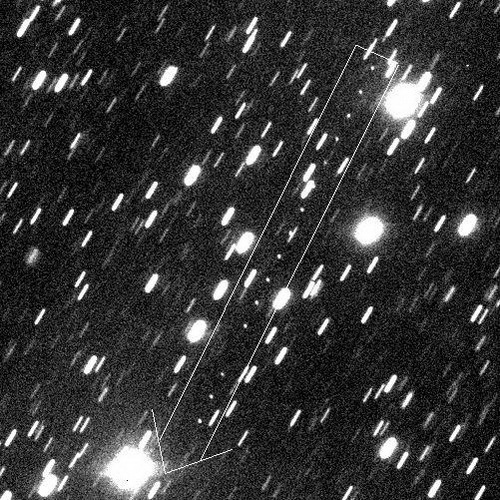
Traiettoria di 2011 MD ripresa dal Purple Mountain Observatory